# Resolutie 2059 Veiligheidsraad Verenigde Naties
Resolutie 2059 van de Veiligheidsraad van de Verenigde Naties werd unaniem door de VN-Veiligheidsraad aangenomen op 20 juli 2012. De resolutie verlengde de UNSMIS-waarnemingsmissie die drie maanden te voren naar Syrië was gezonden met een maand. Ze volgde op een resolutie die de dag voordien was geblokkeerd door Rusland en China, en die UNSMIS met 45 dagen zou hebben verlengd en zwaardere sancties tegen Syrië voorzag. Dat was de derde keer dat deze landen een resolutie over Syrië tegenhielden. De Westerse landen in de Raad waren hier niet over te spreken.

## Achtergrond
In 2011 braken in navolging van andere Arabische landen ook in Syrië protesten uit tegen het regime. Dat regime van president Bashar al-Assad probeerde de protesten met harde hand neer te slaan, waarbij duizenden doden vielen. Eind 2011 stelde de Arabische Liga een vredesplan voor en stuurde waarnemers, maar dat plan mislukte. Van VN-kant werden verscheidene resoluties van de Veiligheidsraad geblokkeerd door Rusland en China. In februari 2012 werd voormalig Secretaris-Generaal Kofi Annan aangesteld als bemiddelaar. Zijn plan hield een staakt-het-vuren in dat op 10 april 2012 moest ingaan, en waarop VN-waarnemers zouden toezien. Twee weken later werd hiertoe de UNSMIS-missie met 300 ongewapende militaire waarnemers opgericht.

## Inhoud
UNSMIS' mandaat werd verlengd met een laatste periode van dertig dagen. Rekening werd gehouden met de aanbeveling van de secretaris-generaal Ban Ki-moon om de missie te hervormen en de gevaarlijker geworden situatie in Syrië. Een nieuwe verlenging van UNSMIS was enkel mogelijk als geen zware wapens meer zouden worden gebruikt en het geweld zou verminderen.

## Verwante resoluties
- Resolutie 2042 Veiligheidsraad Verenigde Naties
- Resolutie 2043 Veiligheidsraad Verenigde Naties
- Resolutie 2118 Veiligheidsraad Verenigde Naties (2013)
- Resolutie 2139 Veiligheidsraad Verenigde Naties (2014)

Lijst ·  2033 ·  2034 ·  2035 ·  2036 ·  2037 ·  2038 ·  2039 ·  2040 ·  2041 ·  2042 ·  2043 ·  2044 ·  2045 ·  2046 ·  2047 ·  2048 ·  2049 ·  2050 ·  2051 ·  2052 ·  2053 ·  2054 ·  2055 ·  2056 ·  2057 ·  2058 ·  2059 ·  2060 ·  2061 ·  2062 ·  2063 ·  2064 ·  2065 ·  2066 ·  2067 ·  2068 ·  2069 ·  2070 ·  2071 ·  2072 ·  2073 ·  2074 ·  2075 ·  2076 ·  2077 ·  2078 ·  2079 ·  2080 ·  2081 ·  2082 ·  2083 ·  2084 ·  2085